# Balón de Oro 1997

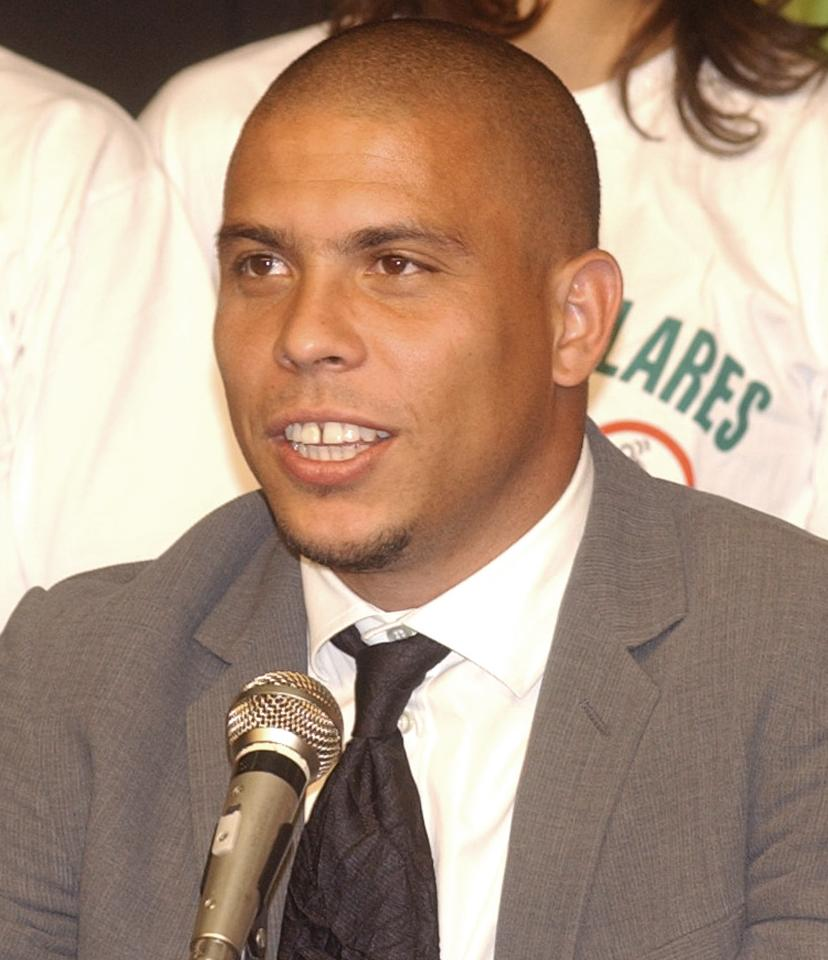
Ronaldo, ganador del balón de oro de 1997.

La edición de 1997 del Balón de Oro, 42.ª edición del premio de fútbol creado por la revista francesa France Football, fue ganada por el brasileño Ronaldo (Barcelona / Inter de Milán).
El jurado estuvo compuesto por 55 periodistas sin estar especializados, de cada una de las asociaciones miembros de la UEFA: Albania, Alemania, Andorra, Armenia, Azerbaiyán, Austria, Bélgica, Bielorrusia, Bosnia-Herzegovina, Bulgaria, Chipre, Croacia, Dinamarca, Escocia, Eslovaquia, Eslovenia, España, Estonia, Finlandia, Francia, Gales, Georgia, Grecia, Hungría, Inglaterra, Irlanda, Irlanda del Norte, Islandia, Islas Feroe, Israel, Italia, Letonia, Liechtenstein, Lituania, Luxemburgo, Macedonia, Malta, Moldavia, Noruega, Países Bajos, Polonia, Portugal, República Checa, Rumanía, Rusia, San Marino, Suecia, Suiza, Turquía, Ucrania y Yugoslavia.
El resultado de la votación fue publicado en el número 2698 de France Football, el 23 de diciembre de 1997.

## Sistema de votación
Cada uno de los miembros del jurado elige a los que a su juicio son los cinco mejores futbolistas del mundo que jueguen en una liga europea de una lista previa de 50 jugadores. El jugador elegido en primer lugar recibe cinco puntos, el elegido en segundo lugar cuatro puntos y así sucesivamente.
De esta forma, se repartieron 765 puntos, siendo 255 el máximo número de puntos que podía obtener cada jugador (en caso de que los 51 miembros del jurado le asignaran cinco puntos).

## Clasificación final
| Puesto | Jugador              | Equipo                             | Votos | Votos | Votos | Votos | Votos | Votos | Puntos |
| Puesto | Jugador              | Equipo                             | 1º    | 2º    | 3º    | 4º    | 5º    | Total | Puntos |
| ------ | -------------------- | ---------------------------------- | ----- | ----- | ----- | ----- | ----- | ----- | ------ |
| 1º     | Ronaldo              | Barcelona / Inter de Milán         | 38    | 5     | 4     |       |       | 47    | 222    |
| 2º     | Predrag Mijatović    | Real Madrid                        | 2     | 10    | 4     | 2     | 2     | 20    | 68     |
| 3º     | Zinedine Zidane      | Juventus                           | 2     | 3     | 9     | 6     | 2     | 22    | 63     |
| 4º     | Dennis Bergkamp      | Arsenal                            | 2     | 8     | 3     | 1     | 4     | 18    | 57     |
| 5º     | Roberto Carlos       | Real Madrid                        | 2     | 4     | 2     | 7     | 1     | 16    | 47     |
| 6º     | Andreas Möller       | Borussia Dortmund                  | 1     | 5     | 2     | 3     | 3     | 14    | 40     |
| 7º     | Raúl                 | Real Madrid                        |       | 5     | 3     | 2     | 2     | 12    | 35     |
| 8º     | Peter Schmeichel     | Manchester United                  |       |       | 4     | 2     | 3     | 9     | 19     |
| 9º     | Matthias Sammer      | Borussia Dortmund                  | 1     | 2     | 1     |       |       | 4     | 16     |
|        | Christian Vieri      | Juventus / Atlético Madrid         |       |       | 2     | 3     | 4     | 9     | 16     |
| 11º    | Youri Djorkaeff      | Inter de Milán                     | 1     |       | 2     | 1     | 2     | 6     | 15     |
|        | Jürgen Kohler        | Borussia Dortmund                  |       | 1     | 2     | 2     | 1     | 5     | 15     |
| 13º    | Luis Enrique         | Barcelona                          |       | 1     | 2     | 1     | 2     | 6     | 14     |
| 14º    | Luís Figo            | Barcelona                          |       | 1     | 1     | 2     | 1     | 5     | 12     |
| 15º    | Gianfranco Zola      | Parma / Chelsea                    | 1     |       |       | 2     | 2     | 5     | 11     |
|        | Krasimir Balakov     | Stuttgart                          |       | 1     | 1     | 1     | 2     | 5     | 11     |
| 17º    | Didier Deschamps     | Juventus                           |       | 2     |       |       | 2     | 4     | 10     |
|        | Fernando Hierro      | Real Madrid                        |       | 1     | 1     | 1     | 1     | 4     | 10     |
|        | Clarence Seedorf     | Real Madrid                        |       | 1     | 1     | 1     | 1     | 4     | 10     |
| 20º    | Alessandro Del Piero | Juventus                           | 1     |       |       | 2     |       | 3     | 9      |
|        | Alan Shearer         | Newcastle                          |       |       | 2     | 1     | 1     | 4     | 9      |
|        | David Beckham        | Manchester United                  |       |       | 1     | 2     | 2     | 5     | 9      |
| 23.º   | Gabriel Batistuta    | Fiorentina                         |       |       |       | 2     | 3     | 5     | 7      |
| 24º    | Olaf Thön            | Schalke 04                         |       | 1     |       | 1     |       | 2     | 6      |
| 25º    | Juninho Paulista     | Middlesbrough / Atlético Madrid    |       |       | 1     | 1     |       | 2     | 5      |
|        | Paulo Sousa          | Borussia Dortmund                  |       |       |       | 2     | 1     | 3     | 5      |
|        | Lilian Thuram        | Parma                              |       |       |       | 1     | 3     | 4     | 5      |
| 28º    | Ryan Giggs           | Manchester United                  |       |       |       | 2     |       | 2     | 4      |
| 29º    | Oliver Bierhoff      | Udinese                            |       |       | 1     |       |       | 1     | 3      |
|        | Angelo Peruzzi       | Juventus                           |       |       | 1     |       |       | 1     | 3      |
|        | Raí                  | París Saint-Germain                |       |       | 1     |       |       | 1     | 3      |
| 32º    | Victor Ikpeba        | Monaco                             |       |       |       |       | 2     | 2     | 2      |
| 33º    | Laurent Blanc        | Barcelona / Olympique Marsella     |       |       |       |       | 1     | 1     | 1      |
|        | Ciro Ferrara         | Juventus                           |       |       |       |       | 1     | 1     | 1      |
|        | Rivaldo              | Deportivo de La Coruña / Barcelona |       |       |       |       | 1     | 1     | 1      |
|        | Bent Skammelsrud     | Rosenborg                          |       |       |       |       | 1     | 1     | 1      |

Los catorce jugadores que no recibieron ningún punto fueron los siguientes:
| Jugador           | Equipo                        |
| ----------------- | ----------------------------- |
| Sonny Anderson    | Monaco / Barcelona            |
| Enrico Chiesa     | Parma                         |
| Hernán Crespo     | Parma                         |
| Iván de la Peña   | Barcelona                     |
| Robbie Fowler     | Liverpool                     |
| Thomas Häßler     | Karlsruher                    |
| Thomas Helmer     | Bayern Munich                 |
| Filippo Inzaghi   | Atalanta / Juventus           |
| Gianluca Pagliuca | Inter de Milán                |
| Robert Pirès      | Metz                          |
| Karl-Heinz Riedle | Borussia Dortmund / Liverpool |
| Sergi Barjuan     | Barcelona                     |
| Davor Šuker       | Real Madrid                   |
| Ian Wright        | Chelsea                       |

## Curiosidades
- Primera de las 11 veces consecutivas en las que aparece Zinedine Zidane en la clasificación final del Balón de Oro.